# Leichtathletik-Juniorenasienmeisterschaften 2018
Die 18. Leichtathletik-Juniorenasienmeisterschaften fanden vom 7. bis zum 10. Juni 2018 in der japanischen Stadt Gifu statt. Damit fanden die Juniorenmeisterschaften zum ersten Mal in Japan statt.

## Ergebnisse

### Männer

#### 100 m
| Platz | Athlet                   | Land | Zeit (s) |
| ----- | ------------------------ | ---- | -------- |
| 1     | Lalu Muhammad Zohri      | INA  | 10,27    |
| 2     | Daisuke Miyamoto         | JPN  | 10,35    |
| 3     | Muhammad Zulfiqar Ismail | MAS  | 10,46    |
| 4     | Fukushima Satoru         | JPN  | 10,49    |
| 5     | Wei Tai-sheng            | TPE  | 10,50 PB |
| 6     | Shin Min-kyu             | KOR  | 10,53 PB |
| 7     | Chayut Khongprasit       | THA  | 10,59 PB |
|       | Ammar al-Saifi           | OMA  | DNS      |

Datum: 8. Juni
Wind: +0,6 m/s

#### 200 m
| Platz | Athlet                   | Land | Zeit (s) |
| ----- | ------------------------ | ---- | -------- |
| 1     | Wei Tai-sheng            | TPE  | 21,05    |
| 2     | Shin Min-kyu             | KOR  | 21,06    |
| 3     | Tsukamoto Jasuteinjunoei | JPN  | 21,09 PB |
| 4     | Abdelaziz Mohamed        | QAT  | 21,38    |
| 5     | Yeh Shou-po              | TPE  | 21,45    |
| 6     | Takagi Yuki              | JPN  | 21,59    |
| 7     | Nguyễn Văn Châu          | VIE  | 21,70    |
| 8     | Muhammad Haiqal Hanafi   | MAS  | 21,71    |

Datum: 10. Juni
Wind: −0,2 m/s

#### 400 m
| Platz | Athlet                 | Land | Zeit (s)     |
| ----- | ---------------------- | ---- | ------------ |
| 1     | Aruna Dharshana        | SRI  | 45,79 CR NJR |
| 2     | Lakshan Kodikara       | SRI  | 46,96        |
| 3     | Shūji Mori             | JPN  | 47,08        |
| 4     | Phitchaya Sunthonthuam | THA  | 47,26        |
| 5     | Milad Naseh Jahani     | IRN  | 47,33        |
| 6     | Matsuo Shūhei          | JPN  | 47,58        |
| 7     | Muhammad Ilham Suhaimi | MAS  | 47,63        |
| 8     | Khair Allah al-Arini   | OMA  | 48,83        |

Datum: 8. Juni

#### 800 m
| Platz | Athlet                     | Land | Zeit (min) |
| ----- | -------------------------- | ---- | ---------- |
| 1     | Anu Kumar                  | IND  | 1:54,11    |
| 2     | Abdolrahim Dorzadeh        | IRI  | 1:54,23    |
| 3     | Torii Fuki                 | JPN  | 1:54,55    |
| 4     | Omid Amirian               | IRI  | 1:54,60    |
| 5     | Hussein Haitham Lafta      | IRQ  | 1:55,15    |
| 6     | Mohammed Raheem al-Bzaznah | QAT  | 1:55,61    |
| 7     | Edwin Giron                | PHI  | 1:56,79    |
|       | Sreekiran Nandakumar       | IND  | DNS        |

Datum: 9. Juni

#### 1500 m
| Platz | Athlet                  | Land | Zeit (min) |
| ----- | ----------------------- | ---- | ---------- |
| 1     | Muhand Khamis Saifeldin | QAT  | 3:49,30 PB |
| 2     | Hanzawa Reito           | JPN  | 3:49,66    |
| 3     | Hussein Haitham Lafta   | IRQ  | 3:49,75    |
| 4     | Ankit                   | IND  | 3:49,92    |
| 5     | Seyed Amir Zamanpour    | IRN  | 3:51,54 PB |
| 6     | Ajeet Kumar             | IND  | 3:51,62 PB |
| 7     | Sharif el-Atawneh       | JOR  | 3:54,60    |
| 8     | Nguyễn Trung Cường      | VIE  | 3:56,12 PB |

Datum. 8. Juni

#### 5000 m
| Platz | Athlet                  | Land | Zeit (min)  |
| ----- | ----------------------- | ---- | ----------- |
| 1     | Ajeet Kumar             | IND  | 14:15,24 PB |
| 2     | Ren Tazawa              | JPN  | 14:17,26    |
| 3     | Seyed Amir Zamanpour    | IRI  | 14:25,25 PB |
| 4     | Suzuki Kiyoto           | JPN  | 14:26,03    |
| 5     | Gurpreet                | IND  | 14:28,57 PB |
| 6     | Wang Donghui            | CHN  | 14:37,41 PB |
| 7     | Nursultan Kengeschbekow | KGZ  | 14:40,28 PB |
| 8     | Wadim Lewtschenkow      | KAZ  | 15:09,04 PB |

Datum: 10. Juni

#### 10.000 m
| Platz | Athlet                 | Land | Zeit (min)  |
| ----- | ---------------------- | ---- | ----------- |
| 1     | Suolang Cairen         | CHN  | 30:01,51 PB |
| 2     | Nakaya Yūhi            | JPN  | 30:04,24    |
| 3     | Kartik Kumar           | IND  | 30:05,30 PB |
| 4     | Miura Takurō           | JPN  | 30:55,80    |
| 5     | Noor Aldeen Alhumaidha | JEM  | 31:09,02    |
| 6     | Park Min-ho            | KOR  | 31:10,95    |
| 7     | Gurpreet               | IND  | 31:37,65 PB |
| 8     | Wadim Lewtschenkow     | KAZ  | 31:52,79 PB |

Datum: 8. Juni

#### 10.000 m Gehen
| Platz | Athlet          | Land | Zeit (min) |
| ----- | --------------- | ---- | ---------- |
| 1     | Gong Hao        | CHN  | 42:47,98   |
| 2     | Sakazaki Shō    | JPN  | 42:53,56   |
| 3     | Kim Ming-yu     | KOR  | 43:06,89   |
| 4     | Im Dong-min     | KOR  | 46:02,48   |
| 5     | Chang Wei-jui   | TPE  | 46:19,73   |
| 6     | Chang Chia-yang | TPE  | 47:24,31   |
|       | Sanjay Kumar    | IND  | DNF        |
|       | Juned           | IND  | DSQ        |

Datum: 8. Juni

#### 110 m Hürden (99 cm)
| Platz | Athlet                     | Land | Zeit (s) |
| ----- | -------------------------- | ---- | -------- |
| 1     | Lu Hao-hua                 | TPE  | 13,61 PB |
| 2     | Higuchi Rikuto             | JPN  | 13,71    |
| 3     | Dawid Jefremow             | KAZ  | 13,81    |
| 4     | Saoud Abdulaziz al-Humaidi | QAT  | 13,85 PB |
| 5     | Ali Abdulmohsin al-Jamal   | IRQ  | 13,91    |
| 6     | Owaab Barrow               | QAT  | 14,11    |
| 7     | Benedict Ian Gawok         | MAS  | 14,19    |
| 8     | Chen Yung-chun             | TPE  | 14,20    |

Datum: 9. Juni 
Wind: +0,6 m/s

#### 400 m Hürden
| Platz | Athlet                  | Land | Zeit (s) |
| ----- | ----------------------- | ---- | -------- |
| 1     | Shirao Yūsuke           | JPN  | 50,52    |
| 2     | Bassem Hemeida          | QAT  | 50,55    |
| 3     | Mahdi Pirjahan          | IRI  | 51,18 PB |
| 4     | Halomoan Edwin Binsar   | INA  | 51,61 PB |
| 5     | Khair Allah al-Arini    | OMA  | 53,28 PB |
| 6     | Lakshan Kodikara        | SRI  | 53,47    |
| 7     | Ammar Najah al-Shiblawi | IRQ  | 54,52    |
|       | Aman                    | IND  | DSQ      |

Datum: 10. Juni

#### 3000 m Hindernis
| Platz | Athlet                  | Land | Zeit (min) |
| ----- | ----------------------- | ---- | ---------- |
| 1     | Muhand Khamis Saifeldin | QAT  | 8:51,97 PB |
| 2     | Yoshida Takumi          | JPN  | 8:52,79    |
| 3     | Nguyễn Trung Cường      | VIE  | 8:59,32 PB |
| 4     | Yamamoto Arashi         | JPN  | 9:02,41    |
| 5     | Peng Jianqi             | CHN  | 9:15,87    |
| 6     | Noor Aldeen al-Humaidha | JEM  | 9:29,04    |
| 7     | Vicky Goswami           | IND  | 9:31,25    |
| 8     | Raghav                  | IND  | 9:38,25    |

Datum: 9. Juni

#### 4 × 100 m Staffel
| Platz | Land                | Athleten                                                                                        | Zeit (min) |
| ----- | ------------------- | ----------------------------------------------------------------------------------------------- | ---------- |
| 1     | Japan               | Takagi Yuki Daisuke Miyamoto Fukushima Satoru Tsukamoto Jasuteinjunoei                          | 39,65      |
| 2     | Chinesisch Taipeh   | Lin Yu-tang Wei Tai-sheng Lu Hao-hua Yeh Shou-po                                                | 39,72      |
| 3     | Indien              | Prajwal Ravi Akash Kumar Nithin Balakumar Gurindervir Singh                                     | 40,75      |
| 4     | Katar               | Abdelaziz Mohamed Bassem Hemeida Jaber al-Mamari Saoud al-Humaidi                               | 40,95      |
| 5     | Hongkong            | Lau Ho Yin Wong Cheuk Yin Poon Chun Yin Nicholas Rico Tse Yee Hin                               | 45,73      |
|       | Volksrepublik China | Wang Jianlong Shi Hanlin Huang Lixin Suo Hanbo                                                  | DSQ        |
|       | Malaysia            | Muhammad Haiqal Hanafi Abdul Waify Roslan Luqmanul Hakim Khairul Akmal Muhammad Zulfiqar Ismail | DSQ        |
|       | Thailand            |                                                                                                 | DNS        |

Datum: 9. Juni

#### 4 × 400 m Staffel
| Platz | Land          | Athleten                                                                                         | Zeit (min) |
| ----- | ------------- | ------------------------------------------------------------------------------------------------ | ---------- |
| 1     | Sri Lanka     | Pabasara Niku Lakshan Kodikara Ravishka Indrajith Aruna Dharshana                                | 3:08,70    |
| 2     | Thailand      | Potchara Petchkaew Thipthanet Sripha Yanakorn Munrot Phitchaya Sunthonthuam                      | 3:09,20    |
| 3     | Malaysia      | Luqmanul Hakim Khairul Akmal Muhammad Ilham Suhaimi Muhammad Saiful Saifuddin Abdul Waify Roslan | 3:09,60    |
| 4     | Japan         | Mori Syuji Shirao Yūsuke Torii Fuki Matsuo Syuhei                                                | 3:10,01    |
| 5     | Südkorea      | Lee Do-ha Kwak Dong-wook Shin Min-kyu Han Nu-ri                                                  | 3:12,87    |
| 6     | Indien        | Gaurav Rajesh Ramesh Devender Kumar Ayush Dabas                                                  | 3:12,90    |
| 7     | Hongkong      | Ma Chi Fai Chan Ching Fung Ng Wing Ho Wong Shek On Zion                                          | 3:18,43 PB |
|       | Saudi-Arabien |                                                                                                  | DNS        |

Datum: 10. Juni

#### Hochsprung
| Platz | Athlet                 | Land | Höhe (m) |
| ----- | ---------------------- | ---- | -------- |
| 1     | Tomori Kyohei          | JPN  | 2,16 PB  |
| 2     | Nuh Anuh               | QAT  | 2,14     |
| 3     | Zhang Hao              | CHN  | 2,12     |
| 4     | Cao Võ Ngọc Long       | VIE  | 2,10     |
| 5     | Saksit Sittichai       | THA  | 2,08 PB  |
| 6     | Mohammad al-Buheiri    | JOR  | 2,06     |
| 7     | George Emanuel Ghafari | LBN  | 2,06     |
| 8     | Tharindu Dasun         | SRI  | 2,03     |

Datum: 10. Juni

#### Stabhochsprung
| Platz | Athlet              | Land | Höhe (m) |
| ----- | ------------------- | ---- | -------- |
| 1     | Shunto Ozaki        | JPN  | 5,20 PB  |
| 2     | Idan Fauzan Richsan | INA  | 5,15     |
| 3     | Kasinpob Chomchanad | THA  | 5,00     |
| 4     | Ishibashi Kazuya    | JPN  | 5,00     |
| 5     | Dedi Irawan         | INA  | 4,90     |
| 6     | Ishikawa Yūsuke     | JPN  | 4,90     |
| 7     | Huang Yong-fu       | TPE  | 4,80     |
| 8     | Huang Chuanguang    | CHN  | 4,65     |

Datum: 7. Juni

#### Weitsprung
| Platz | Athlet              | Land | Weite (m) |
| ----- | ------------------- | ---- | --------- |
| 1     | Yugo Sakai          | JPN  | 7,61      |
| 2     | Zhou Keqi           | CHN  | 7,54      |
| 3     | Murali Sreeshankar  | IND  | 7,47      |
| 4     | Lin Yu-tang         | TPE  | 7,46      |
| 5     | Oda Taiga           | JPN  | 7,40      |
| 6     | Wen Hua-yu          | TPE  | 7,39      |
| 7     | Lokesh Sathyanathan | IND  | 7,36      |
| 8     | Du Mingze           | CHN  | 7,26      |

Datum: 8. Juni

#### Dreisprung
| Platz | Athlet             | Land | Weite (m) |
| ----- | ------------------ | ---- | --------- |
| 1     | Kamalraj Kanagaraj | IND  | 15,75     |
| 2     | Yu Gyu-min         | KOR  | 15,56 PB  |
| 3     | Shunsuke Izumiya   | JPN  | 15,47     |
| 4     | Zhou Keqi          | CHN  | 15,43     |
| 5     | Su Haonan          | CHN  | 15,34     |
| 6     | Che Long Kin       | MAC  | 14,22 PB  |
| 7     | Md Hossain Murad   | BAN  | 13,64     |
| 8     | Xaipasid Vorachith | LAO  | 13,29     |

Datum: 10. Juni

#### Kugelstoßen
| Platz | Athlet                | Land | Weite (m) |
| ----- | --------------------- | ---- | --------- |
| 1     | Moaaz Mohamed Ibrahim | QAT  | 18,57 PB  |
| 2     | Yeo Jin-seong         | KOR  | 18,25     |
| 3     | Ashish Bhalothia      | IND  | 18,22 PB  |
| 4     | Amirhossein Darvishi  | IRN  | 18,15 PB  |
| 5     | Inafuku Hayate        | JPN  | 18,10 PB  |
| 6     | Lai Chin-hao          | TPE  | 17,08     |
| 7     | Matsuda Kanta         | JPN  | 17,01     |
| 8     | Thongchai Silamool    | THA  | 16,71 PB  |

Datum: 8. Juni

#### Diskuswurf
| Platz | Athlet                     | Land | Weite (m) |
| ----- | -------------------------- | ---- | --------- |
| 1     | Hossein Rasouli            | IRI  | 62,29 CR  |
| 2     | Moaaz Mohamed Ibrahim      | QAT  | 61,50     |
| 3     | Yamashita Kosei            | JPN  | 56,51 PB  |
| 4     | Mahmoud Mansouri Yelseouei | IRI  | 56,30     |
| 5     | Abe Toshiaki               | JPN  | 55,68     |
| 6     | Mustafa Abu Shahin         | KSA  | 52,98 PB  |
| 7     | Ahmad Saed al-Haj          | QAT  | 50,66     |
| 8     | Thongchai Silamool         | THA  | 49,71 PB  |

Datum: 9. Juni

#### Hammerwurf
| Platz | Athlet             | Land | Weite (m) |
| ----- | ------------------ | ---- | --------- |
| 1     | Ashish Jakhar      | IND  | 76,86 PB  |
| 2     | Damneet Singh      | IND  | 74,08 PB  |
| 3     | Hattori Masanobu   | JPN  | 69,34     |
| 4     | Nakamura Yoshifumi | JPN  | 67,70     |
| 5     | Khalil Bedoui      | QAT  | 66,65     |
| 6     | Li Ju              | CHN  | 66,28 PB  |
| 7     | Yousef Ben Rajab   | KUW  | 59,37     |
| 8     | Aws Alaithan       | KSA  | 57,34     |

Datum: 7. Juni

#### Speerwurf
| Platz | Athlet                      | Land | Weite (m) |
| ----- | --------------------------- | ---- | --------- |
| 1     | Liu Zhekai                  | CHN  | 70,53     |
| 2     | Azechi Masafumi             | JPN  | 68,76     |
| 3     | Nakamura Kentarō            | JPN  | 65,35     |
| 4     | Lam Ming Yiu                | HKG  | 63,11 PB  |
| 5     | Abdulaziz al-Hemdan         | KUW  | 61,88 PB  |
| 6     | Wachirawit Sornwichai       | THA  | 57,43     |
| 7     | Omran Abo Alngoom Al-Mhamed | SYR  | 54,34     |
| 8     | Abdulmajeed al-Suabie       | KSA  | 51,59     |

Datum: 9. Juni

#### Zehnkampf
| Platz | Athlet           | Land | Punkte  |
| ----- | ---------------- | ---- | ------- |
| 1     | Wang Chen-yu     | TPE  | 7200 PB |
| 2     | Wang Yu-shiang   | TPE  | 6704 PB |
| 3     | Haraguchi Rin    | JPN  | 6693    |
| 4     | Iwan Towtschenik | KAZ  | 6644 PB |
| 5     | Yamashita Tomoki | JPN  | 6560    |
| 6     | Reza Kefayati    | IRN  | 6453    |
| 7     | Adil Ramet       | KAZ  | 6393 PB |
| 8     | K Gokul          | IND  | 6274    |

Datum: 7./8. Juni

### Mädchen

#### 100 m
| Platz | Athletin           | Land | Zeit (s) |
| ----- | ------------------ | ---- | -------- |
| 1     | Feng Lulu          | CHN  | 11,68    |
| 2     | Amasha de Silva    | SRI  | 11,71 PB |
| 3     | Mei Kodama         | JPN  | 11,98    |
| 4     | Chan Pui Kei       | HKG  | 12,01    |
| 5     | Julija Tkatschenko | KAZ  | 12,36 PB |
| 6     | Leung Kwan Yi      | HKG  | 12,42    |
| 7     | Jeany Agreta       | INA  | 12,46    |
|       | Ami Saito          | JPN  | DNS      |

Datum: 8. Juni
Wind: +0,7 m/s

#### 200 m
| Platz | Athletin         | Land | Zeit (s) |
| ----- | ---------------- | ---- | -------- |
| 1     | Tao Yanan        | CHN  | 24,01    |
| 2     | Amasha de Silva  | SRI  | 24,47 PB |
| 3     | Jisna Mathew     | IND  | 24,48    |
| 4     | Miku Yamada      | JPN  | 24,52    |
| 5     | Chan Pui Kei     | HKG  | 24,57    |
| 6     | Li Qian          | CHN  | 24,76    |
| 7     | Subha Venkatesan | IND  | 24,77    |
| 8     | Aliya Boshnak    | JOR  | 25,30    |

Datum: 10. Juni 
Wind: +0,1 m/s

#### 400 m
| Platz | Athletin                | Land | Zeit (s) |
| ----- | ----------------------- | ---- | -------- |
| 1     | Jisna Mathew            | IND  | 53,26    |
| 2     | Dilshi Kumarasinghe     | SRI  | 54,03 PB |
| 3     | Yang Jui-hsuan          | TPE  | 54,74    |
| 4     | Zaimah Atifah Zainuddin | MAS  | 55,55 PB |
| 5     | Okumura Yuri            | JPN  | 55,94    |
| 6     | Aliya Boshnak           | JOR  | 56,22    |
| 7     | Alexandra Saljubowskaja | KAZ  | 56,39 PB |
| 8     | Jekaterina Jefremowa    | KAZ  | 57,38    |

Datum: 8. Juni

#### 800 m
| Platz | Athletin              | Land | Zeit (min)  |
| ----- | --------------------- | ---- | ----------- |
| 1     | Ayaka Kawata          | JPN  | 2:04,14     |
| 2     | Ayano Shiomi          | JPN  | 2:04,50     |
| 3     | Dilshi Kumarasinghe   | SRI  | 2:04,53 NJR |
| 4     | Zhang Guiping         | CHN  | 2:08,90     |
| 5     | Durga Pramod Deore    | IND  | 2:12,86     |
| 6     | Jekaterina Paramonowa | KAZ  | 2:18,56     |
| 7     | Louris Danoun         | SYR  | 2:19,56     |

Datum: 9. Juni

#### 1500 m
| Platz | Athletin                 | Land | Zeit (min) |
| ----- | ------------------------ | ---- | ---------- |
| 1     | Ririka Hironaka          | JPN  | 4:17,62 PB |
| 2     | Tomomi Musembi Takamatsu | JPN  | 4:21,65    |
| 3     | Durga Pramod Deore       | IND  | 4:24,56    |
| 4     | Phạm Thị Thúy Hạnh       | VIE  | 4:25,99 PB |

Datum: 8. Juni

#### 3000 m
| Platz | Athletin              | Land | Zeit (min)  |
| ----- | --------------------- | ---- | ----------- |
| 1     | Nozomi Tanaka         | JPN  | 09:04,36 CR |
| 2     | Yuna Wada             | JPN  | 09:14,13    |
| 3     | Liu Fang              | CHN  | 09:35,69    |
| 4     | Poonam Dinkar Sonune  | IND  | 09:37,17    |
| 5     | Seema                 | IND  | 10:12,33    |
| 6     | Ting Xuan Toh         | SGP  | 10:39,91 PB |
| 7     | Elizabeth Le Min Liau | SGP  | 11:43,41    |

Datum: 10. Juni

#### 5000 m
| Platz | Athletin             | Land | Zeit (min)  |
| ----- | -------------------- | ---- | ----------- |
| 1     | Mikuni Yada          | JPN  | 16:31,65    |
| 2     | Niu Lihua            | CHN  | 16:55,54    |
| 3     | Poonam Dinkar Sonune | IND  | 17:03,75    |
| 4     | Toh Ting Xuan        | SGP  | 17:54,03 PB |
| 5     | Suman Rani           | IND  | 18:05,71    |
| 6     | Kee Phoebe           | SGP  | 18:48,09 PB |
|       | Rika Kaseda          | JPN  | DNS         |

Datum: 7. Juni

#### 10.000 m Gehen
| Platz | Athlet               | Land | Zeit (min)  |
| ----- | -------------------- | ---- | ----------- |
| 1     | Ma Li                | CHN  | 45:20,59 CR |
| 2     | Nanako Fujii         | JPN  | 45:24,35 PB |
| 3     | Li Wenxiu            | CHN  | 47:38,46    |
| 4     | Yabuta Minori        | JPN  | 50:56,50    |
| 5     | Huang Guan-ling      | TPE  | 51:55,45    |
| 6     | Jekaterina Schlykowa | KAZ  | 52:43,83    |
| 7     | Chiang Chia-jou      | TPE  | 53:58,79    |

Datum: 7. Juni

#### 100 m Hürden
| Platz | Athletin          | Land | Zeit (s)     |
| ----- | ----------------- | ---- | ------------ |
| 1     | Yoshida Yuri      | JPN  | 13,45 =CR PB |
| 2     | Lin Yuwei         | CHN  | 13,55 PB     |
| 3     | Lin Hsiao-hui     | TPE  | 13,61 PB     |
| 4     | Huỳnh Thị Mỹ Tiên | VIE  | 13,72 PB     |
| 5     | Lin Ting-wel      | TPE  | 13,90        |
| 6     | Shing Cho Yan     | HKG  | 13,95 PB     |
| 7     | Sapna Kumari      | IND  | 13,96        |
| 8     | Anel Schulakowa   | KAZ  | 14,57 PB     |

Datum: 9. Juni
Wind: +0,9 m/s

#### 400 m Hürden
| Platz | Athletin              | Land | Zeit (s) |
| ----- | --------------------- | ---- | -------- |
| 1     | Yoshida Kasumi        | JPN  | 58,43    |
| 2     | Yang Jui-Hsuan        | TPE  | 58,89 PB |
| 3     | Murakami Natsumi      | JPN  | 58,92    |
| 4     | Li Ya-ting            | TPE  | 60,00    |
| 5     | Sekimoto Moeka        | JPN  | 60,17    |
| 6     | Weronika Broslawskaja | KAZ  | 64,04    |

Datum. 10. Juni

#### 3000 m Hindernis
| Platz | Athletin           | Land | Zeit (min)   |
| ----- | ------------------ | ---- | ------------ |
| 1     | Maristela Wasanthi | SRI  | 10:21,54 NJR |
| 2     | Tian Wanhua        | CHN  | 10:28,24     |
| 3     | Nosue Yuka         | JPN  | 10:38,30     |
| 4     | Choi Soo Ah        | KOR  | 11:05,26     |
| 5     | Swetlana Saunina   | KAZ  | 11:14,22 PB  |

Datum: 9. Juni

#### 4 × 100 m Staffel
| Platz | Land                | Athleten                                                | Zeit (s) |
| ----- | ------------------- | ------------------------------------------------------- | -------- |
| 1     | Volksrepublik China | Lin Yuwei Zhu Cuiwei Tao Yanan Feng Lulu                | 45,06    |
| 2     | Japan               | Yuiri Yoshida Miku Yamada Yuri Okumura Mei Kodama       | 45,95    |
| 3     | Hongkong            | Leung Wing Hei Wu Yi Lam Leung Kwan Yi Chan Pui Kei     | 47,00    |
| 4     | Jordanien           | Anoud Muhaisen Masa al-Shaka Noor al-Qadi Aliya Boshnak | 48,81    |

Datum: 9. Juni

#### 4 × 400 m Staffel
| Platz | Land       | Athleten                                                                            | Zeit (min) |
| ----- | ---------- | ----------------------------------------------------------------------------------- | ---------- |
| 1     | Japan      | Ayano Shiomi Yoshida Kasumi Murakami Natsumi Ayaka Kawata                           | 3:38,20 CR |
| 2     | Indien     | Subha Venkatesan Rachna Nidhi Singh Jisna Mathew                                    | 3:41,11    |
| 3     | Sri Lanka  | Ishara Aditya Sachini Divyanjali Amasha De Silva Dilshi Kumarasinghe                | 3:45,16    |
| 4     | Thailand   | Phimmada Greeso Weerachat Suwannachot Benny Nontanam Rawiwan Pratike                | 3:48,01 PB |
| 5     | Kasachstan | Juliana Ossipowa Jekaterina Jefremowa Weronika Broslawskaja Alexandra Saljubowskaja | 3:51,57 PB |

Datum: 10. Juni

#### Hochsprung
| Platz | Athletin                | Land | Höhe (m) |
| ----- | ----------------------- | ---- | -------- |
| 1     | Maryam Abdulelah        | IRQ  | 1,80     |
| 2     | Tsai Ching-jung         | TPE  | 1,78     |
| 3     | Abhinaya Shetty         | IND  | 1,75 PB  |
| 4     | Jelisaweta Matwejewa    | KAZ  | 1,72     |
| 5     | Gracena Glistus Merly   | IND  | 1,72 PB  |
| 6     | Prangthip Chitkhokkruad | THA  | 1,72     |
| 7     | Lai Yan Hei             | HKG  | 1,69     |
| 8     | Nagisa Takahashi        | JPN  | 1,65     |

Datum. 8. Juni

#### Stabhochsprung
| Platz | Athletin              | Land | Höhe (m) |
| ----- | --------------------- | ---- | -------- |
| 1     | Wu Zuocheng           | CHN  | 4,00     |
| 2     | Anastassija Jermakowa | KAZ  | 3,60     |
| 3     | Wu Chia-ju            | TPE  | 3,60     |
| 4     | Cherlin Jia Yi Sia    | SGP  | 3,30     |
|       | Lin Ying-tung         | TPE  | NM       |
|       | Yamaji Rina           | JPN  | NM       |
|       | Rena Tanaka           | JPN  | NM       |

Datum: 9. Juni

#### Weitsprung
| Platz | Athletin              | Land | Weite (m) |
| ----- | --------------------- | ---- | --------- |
| 1     | Ayaka Kōra            | JPN  | 6,44 PB   |
| 2     | Zhong Jiawei          | CHN  | 6,44      |
| 3     | Yoshioka Mirei        | JPN  | 5,92      |
| 4     | Kitada Lia Irma Sumie | JPN  | 5,83      |
| 5     | Anastassija Sawodina  | KAZ  | 5,79 PB   |
| 6     | Ridma Abeyrathna      | SRI  | 5,75      |
| 7     | Deepanshi Singh       | IND  | 5,66      |
| 8     | Noor al-Qadi          | JOR  | 5,21      |

Datum. 9. Juni

#### Dreisprung
| Platz | Athletin             | Land | Weite (m) |
| ----- | -------------------- | ---- | --------- |
| 1     | Vũ Thị Ngọc Hà       | VIE  | 13,22 w   |
| 2     | Pan Youqi            | CHN  | 13,21     |
| 3     | Priyadarshini Suresh | IND  | 13,08 w   |
| 4     | Sandra Babu          | IND  | 12,70     |
| 5     | Nakamura Sayaka      | JPN  | 12,53 w   |
| 6     | Chiang Hui-chi       | TPE  | 12,44     |
|       | Roksana Xudoyorova   | UZB  | DNS       |

Datum: 7. Juni

#### Kugelstoßen
| Platz | Athletin             | Land | Weite (m) |
| ----- | -------------------- | ---- | --------- |
| 1     | Zhang Linru          | CHN  | 16,05     |
| 2     | Oyama Honoka         | JPN  | 15,54 PB  |
| 3     | Guo Pei-yu           | TPE  | 14,76     |
| 4     | Ono Fumika           | JPN  | 14,54     |
| 5     | Kiran Baliyan        | IND  | 14,02     |
| 6     | Anamika Das          | IND  | 13,61     |
| 7     | Athima Saowaphaiboon | THA  | 13,15     |
| 8     | Tan Xin Ning         | SGP  | 10,80 PB  |

Datum: 7. Juni

#### Diskuswurf
| Platz | Athletin                 | Land | Weite (m) |
| ----- | ------------------------ | ---- | --------- |
| 1     | Yang Huanhuan            | CHN  | 51,53     |
| 2     | Yin Yuanyuan             | CHN  | 51,17     |
| 3     | Arpandeep Kaur Bajwa     | IND  | 53,56     |
| 4     | Karuniya Muthuramalingam | IND  | 45,59     |
| 5     | Guo Pei-yu               | TPE  | 43,74 SB  |
| 6     | Shiroma Honoka           | JPN  | 40,91     |
| 7     | Jasmin Phua              | SGP  | 39,00     |

Datum: 9. Juni

#### Hammerwurf
| Platz | Athletin       | Land | Weite (m) |
| ----- | -------------- | ---- | --------- |
| 1     | Zhou Mengyuan  | CHN  | 64,81     |
| 2     | Li Jiangyan    | CHN  | 61,44 PB  |
| 3     | Reyhaneh Arani | IRI  | 55,46 PB  |
| 4     | Kikuchi Mio    | JPN  | 55,16 PB  |
| 5     | Rania al-Naji  | QAT  | 50,79     |

Datum. 7. Juni

#### Speerwurf
| Platz | Athletin      | Land | Weite (m) |
| ----- | ------------- | ---- | --------- |
| 1     | Li Hui-jun    | TPE  | 55,36     |
| 2     | Takemoto Sae  | JPN  | 54,16     |
| 3     | Dai Qianqian  | CHN  | 53,29     |
| 4     | Hyodo Akiho   | JPN  | 51,10     |
| 5     | Renqingzhuoma | CHN  | 50,87     |
| 6     | Osa Mahiro    | JPN  | 48,99     |
| 7     | Chiu Yu-ting  | TPE  | 47,10     |

Datum: 8. Juni

#### Siebenkampf
| Platz | Athletin           | Land | Punkte  |
| ----- | ------------------ | ---- | ------- |
| 1     | Odama Karin        | JPN  | 5133    |
| 2     | Chen Tsai-chuan    | TPE  | 4925    |
| 3     | Diana Geinz        | KAZ  | 4804 PB |
| 4     | Guo Qian-hui       | TPE  | 4764    |
| 5     | Sarifa Raskulijewa | KAZ  | 4678 PB |
| 6     | Madhu              | IND  | 4427    |
| 7     | Nguyễn Lan Anh     | VIE  | 4293    |
| 8     | Dhanusha Mr        | IND  | 4075    |

Datum: 9./10. Juni

## Abkürzungen
- WR = Weltrekord
- WU20R = U20-Weltrekord
- OR = olympischer Rekord
- YOR = olympischer Jugendrekord
- AR = Kontinentalrekord
- AU20R = U20-Kontinentalrekord
- NR = nationaler Rekord
- NU20R = nationaler U20-Rekord
- CR = Meisterschaftsrekord
- MR = Veranstaltungsrekord
- WB = Weltbestleistung
- WU20B = U20-Weltbestleistung
- WU18B = U18-Weltbestleistung
- AB = Kontinentalbestleistung
- AU20B = U20-Kontinentalbestleistung
- AU18B = U18-Kontinentalbestleistung
- NB = nationale Bestleistung
- NU20B = nationale U20-Bestleistung
- NU18B = nationale U18-Bestleistung
- PB = persönliche Bestleistung
- SB = persönliche Saisonbestleistung
- QB = Qualifikationsbestleistung
- WL = Weltjahresbestleistung
- WU20L = U20-Weltjahresbestleistung
- WU18L = U18-Weltjahresbestleistung
- DSQ = disqualifiziert (engl. Disqualified)
- DNS = Wettkampf nicht angetreten (engl. Did Not Start)
- DNF = Wettkampf nicht beendet (engl. Did Not Finish)

## Medaillenspiegel
| Platz  | Land                | Gold | Silber | Bronze | Gesamt |
| ------ | ------------------- | ---- | ------ | ------ | ------ |
| 01     | Japan               | 14   | 15     | 12     | 41     |
| 02     | Volksrepublik China | 11   | 8      | 5      | 24     |
| 03     | Indien              | 5    | 2      | 10     | 17     |
| 04     | Chinesisch Taipeh   | 4    | 5      | 3      | 12     |
| 05     | Sri Lanka           | 3    | 4      | 2      | 9      |
| 06     | Katar               | 3    | 3      | 0      | 6      |
| 07     | Iran                | 1    | 1      | 3      | 5      |
| 08     | Indonesien          | 1    | 1      | 0      | 2      |
| 09     | Irak                | 1    | 0      | 1      | 2      |
| 09     | Vietnam             | 1    | 0      | 1      | 2      |
| 11     | Südkorea            | 0    | 3      | 1      | 4      |
| 12     | Kasachstan          | 0    | 1      | 2      | 3      |
| 13     | Niederlande         | 0    | 1      | 1      | 2      |
| 14     | Malaysia            | 0    | 0      | 2      | 2      |
| 15     | Hongkong            | 0    | 0      | 1      | 1      |
| Gesamt | Gesamt              | 44   | 44     | 44     | 132    |